# Марк Ебуций Елва
Марк Ебуций Елва (на латински: Marcus Aebutius Elva) e римски политик. Произлиза от клона на фамилията Ебуции с когномен Елва.
През 168 пр.н.е. той e претор и става управител на провинция Сицилия.